# Lemniscomys linulus
Lemniscomys linulus är en däggdjursart som först beskrevs av Thomas 1910.  Lemniscomys linulus ingår i släktet gräsmöss, och familjen råttdjur. IUCN kategoriserar arten globalt som livskraftig. Inga underarter finns listade i Catalogue of Life.
Arten når en kroppslängd (huvud och bål) av 9,3 till 12,6 cm, en svanslängd av upp till 13,5 cm och en vikt av 23 till 33 g. Bakfötterna är 2,3 till 2,8 cm långa och öronen är 1,4 till 1,8 cm stora. På ovansidan har pälsen är ljusbrun till grå grundfärg och det finns en längsgående mörk strimma på ryggens topp. Ljusa punkter bilder flera parallella linjer till strimman men de kan vara otydliga. En ljusbrun kant finns vid gränsen mot den vita undersidan. Även svansen är uppdelad i en mörk ockra ovansida och en ljusbrun undersida. Honor har två par spenar vid bröstet och två par vid ljumsken.
Denna gnagare förekommer i västra Afrika i Senegal, Guinea, Mali, Elfenbenskusten och Burkina Faso. Arten lever i kulliga områden mellan 500 och 700 meter över havet. Habitatet utgörs av torra savanner.